# Nižné Spišské pleso
Nižné Spišské pleso nebo Dolné Spišské pleso je ledovcové jezero, které se nachází ve Vysokých Tatrách na Slovensku v Malé Studené dolině v nadmořské výšce 1992 m. Má rozlohu 0,6200 ha a je třetím největším z Pěti Spišských ples. Je 145 m dlouhé a 86 m široké. Dosahuje maximální hloubky 4,3 m. Jeho objem činí 11 308 m³.

## Okolí
Na západě se nachází práh doliny s Pfinnovou kopou, nad kterým je Dolinka pod Sedielkom s Modrým plesem. Na severozápadě se nachází Veľké Spišské pleso a na severovýchodě Prostredné Spišské pleso. Na východě stojí Téryho chata a na jihovýchod klesá Malá Studená dolina. Jižně od plesa je prostor pro skialpinismus a nad ním se tyčí Žltá stena a za ní Prostredný hrot.

## Vodní režim
Do plesa ústí ze severu rameno Malého Studeného potoka, které přitéká z Prostredného Spišského plesa. Potok odtéká z východního konce jezera a pod prahem doliny se spojuje s levým ramenem z Malého Spišského plesa. Rozměry jezera v průběhu času zachycuje tabulka:
| Rok     | Měření prováděl   | Rozloha ha | Délka m | Šířka m | Hloubka max.m | Objem m³ |
| ------- | ----------------- | ---------- | ------- | ------- | ------------- | -------- |
| 1928    | Josef Schaffer    | 0,4792     | 124     | 64      | 4,1           | [ 2 ]    |
| 1961–67 | pracovníci TANAPu | 0,710      | 145     | 86      | 4,2           | [ 2 ]    |
| 2005    | Gregor, Pacl      | 0,6200     | [ 2 ]   | [ 2 ]   | 4,3           | 11 308   |

## Přístup
Přístup k plesu není možný, ale je možné se dostat do jeho blízkosti:
- zelená turistická značka od Zamkovského chaty na Téryho chatu vede 150 m východně od plesa v úseku těsně pod Téryho chatou.
- společná  žlutá a  zelená turistické značce od Téryho chaty na Priečne sedlo a Sedielko, která je přístupná sezónně v letním období od 16. června do 31. října vede 80 m severně nad jezerem.